# Blue Waters Football Club
Il Blue Waters Football Club è una società calcistica di Walvis Bay, in Namibia. Milita nella massima divisione del campionato namibiano. Disputa le partite interne nello Stadio Kuisebmund (4.000 posti), situato nella zona centrale di Walvis Bay.
Il club è noto anche con il nome di Beautiful Birds.

## Palmarès
- Campionati namibiani: 4

1988, 1996, 2000, 2004
- Coppa della Namibia: 1

1994
- Namibia Second Division Play-off: 1

2008-2009

## Performance nelle competizioni CAF
- CAF Champions League: 2 partecipazioni

1997, 2005
- Coppa CAF: 1 partecipazione

1996